# Simmers Peaks
Simmers Peaks är en bergstopp i Antarktis. Den ligger i Östantarktis. Australien gör anspråk på området. Toppen på Simmers Peaks är 840 meter över havet.
Terrängen runt Simmers Peaks är huvudsakligen platt, men österut är den kuperad. Trakten är obefolkad. Det finns inga samhällen i närheten.